# Koninklijke Atletiekclub Genk
Koninklijke Atletiekclub Genk (AC Genk) is een Belgische atletiekclub uit Genk, aangesloten bij de VAL.

## Geschiedenis
Op 20 september 1949 werd met steun van de steenkoolmijn André Dumont de atletiekclub Wiemesmeer Atletiekclub opgericht. Twee jaar hierna werd de atletiekclub hernoemd naar Waterschei Atletiekclub. Waterschei Atletiekclub trok vooral Poolse atleten aan, die na hun werk in de steenkoolmijn aan atletiek kwamen doen. In 1984 werd de naam van Waterschei Atletiekclub veranderd naar het huidige Atletiekclub Genk.

## Wedstrijden
Koninklijke Atletiekclub Genk organiseert jaarlijks de Sint-Barbara veldloop in Genk, die deel uitmaakt van het Limburgs Crosscriterium. Op hun atletiekpiste, die bij het Atlas College van Genk ligt, organiseren zij verschillende pistemeetings.

## Bekende (ex-)atleten
- Hugo Ciroux
- Anne Schreurs
- Georges Schroeder
- Manuela Soccol
- Rita Thijs